# Peter Houhou
Peter Houhou (ur. 10 października 1966 w Marau) – duchowny katolicki z Wysp Salomona, biskup Auki w latach 2018–2023, biskup Gizo od 2023.

## Życiorys

### Prezbiterat
Święcenia kapłańskie przyjął 3 lipca 1999 i został inkardynowany do archidiecezji Honiara. Pracował jako duszpasterz parafialny, a od 2011 pełnił też funkcję wikariusza generalnego archidiecezji.

### Episkopat
3 lipca 2018 roku został mianowany przez papieża Franciszka biskupem diecezji Auki. Sakrę otrzymał 14 października 2018 z rąk nuncjusza apostolskiego na Wyspach Salomona – arcybiskupa Kuriana Vayalunkala.
16 czerwca 2023 papież Franciszek przeniósł go na stolicę biskupią Gizo.